# بيئة التعلم

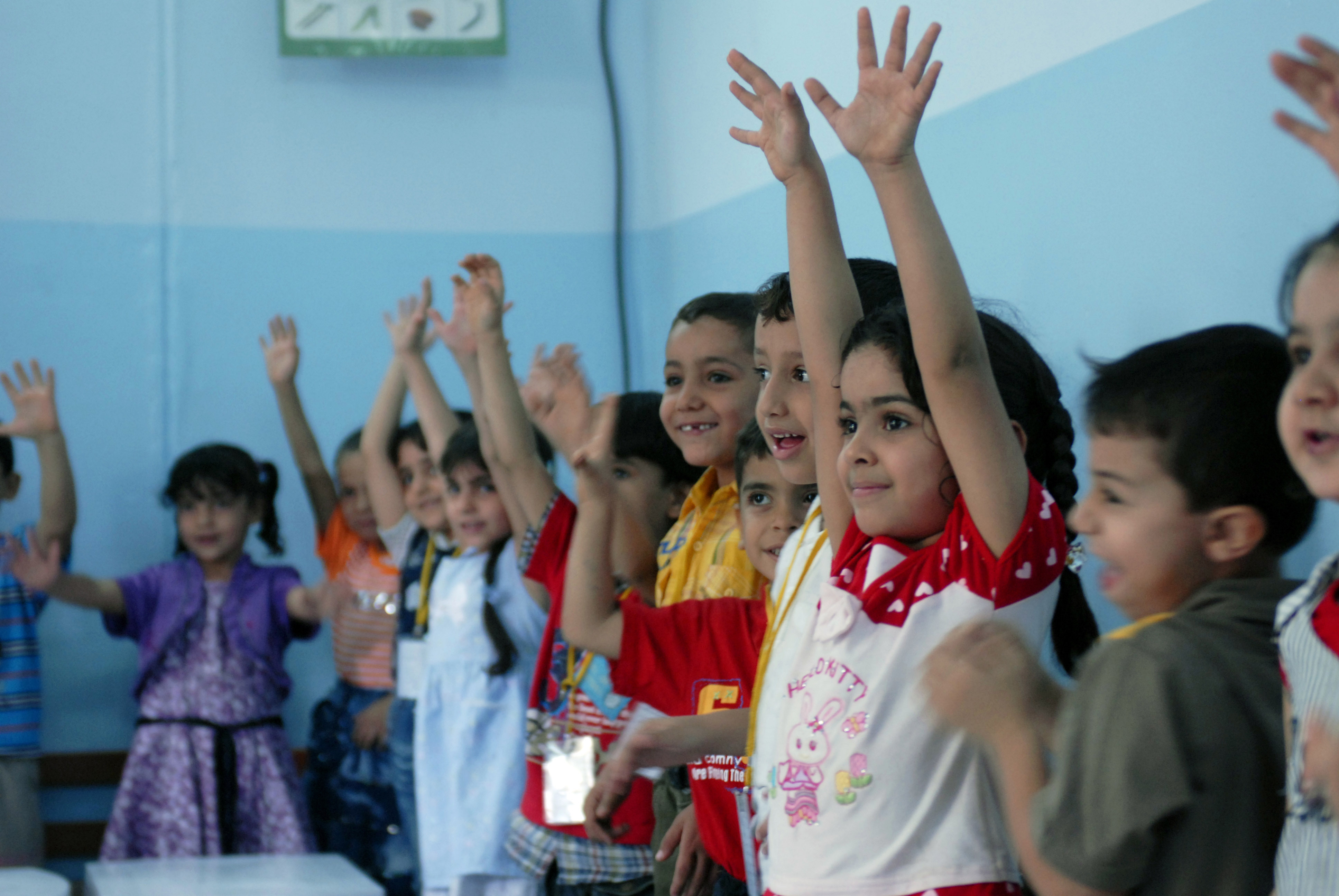
بيئات التعلم هي مناهج تعليمية وثقافات وإعدادات مادية لجميع أنواع المتعلمين والأنشطة

من الممكن أن تشير بيئة التعلم إلى الأسلوب التعليمي أو السياق الثقافي أو البيئة البدنية التي يتم فيها التدريس والتعليم.

## المصطلح
يستخدم هذا المصطلح بشكل عام بدلا من (الفصل الدراسي)ولكنه يشير عادةً إلى سياق الفلسفة التعليمية التي يعاني منها الطالب والتي تشمل مجموعة متنوعة من ثقافات التعليم يرأسها الخصائص وكيفية تفاعل الفرد وهياكل الإدارة، والفلسفة، بالمعنى المجتمعي قد تشير بيئة التعلم إلى ثقافة السكان الذين تخدمهم وموقعهم.

## نبذة
ان بيئات التعلم متنوعه للغاية في استخدام أساليب وأنماط التعلم والتنظيم والمؤسسة التعليمية تشمل ثقافة وسياق المكان أو المنظمة على عوامل مثل طريقة التفكير أو التصرف أو العمل والمعروفة أيضًا بالثقافة التنظيمية لبيئة التعلم مثل المؤسسة التعليمية، تحتوي على عوامل مثل المجموعة التعليمية أو المؤوسسة؛  الفلسفة أو المعرفة التي قاسى منها الطالب وتشمل مجموعة منوعة من ثقافات التعلم، روحها وخصائصها الرئيسية، وكيفية تفاعل الافراد، والهياكل الحاكمة، والفلسفة في نماذج التعلم والتربية المستخدمة ؛ والثقافة المجتمعية لمكان التعلم.

## التعلم النشط (الفعال)
يعتبر التعلم النشط نموذج تعليمي يركز على مسؤولية المتعلمين في عملية التعلم، وليس على المعلم كقائد لعملية التعليم، ويطلق على هذا النموذج أيضًا التركيز على الطالب. إن التعلم النشط مبني على فرضية أنه من أجل التعلم، يجب على الطلاب القيام بعمليات أكثر من مجرد الاستماع، فيجب أن يقرؤوا، يكتبوا، يناقشوا، أو يشاركون في حل المشكلات.

### مجالات التعلم النشط
يرتبط التعلم النشط بثلاثة مجالات تعليمية يشار إليها بالمعرفة والمهارات والمواقف (الأراء/الانطباعات)؛ حيث يجب على الطلاب أو المتعلمين المشاركة في مهام التفكير العليا مثل: التحليل والتأليف والتقييم. كما يفرض التعلم النشط على المتعلمين/الطلاب فعل الأشياء والتفكير بها. (أنظر تصنيف بلوم).